# Demografía del Área Metropolitana de Buenos Aires
La demografía del Área Metropolitana de Buenos Aires (AMBA) se determina a partir de los resultados censales. Se trata del principal centro urbano del país, y de la segunda mayor metrópolis de Sudamérica. El censo de 2022 contó 16 366 641 habitantes (3 095 454  en la Ciudad Autónoma de Buenos Aires más 13 271 187 en los 39 partidos bonaerenses).
Con una superficie de 13.267 km², la densidad poblacional, según los resultados del censo de 2022, varia enormemente dependiendo del distrito, mientras que se ubica en 172,3 hab./km² en el Partido de San Fernando, en la Comuna 3 es de 30.662,5 hab./km². En la totalidad del área metropolitana se ubica en 1.233,6 hab./km². Se ubica en 1.016,1 hab./km² en los 39 partidos del conurbano bonaerense, en CABA se ubica en 15.161,3 hab./km².
A lo largo de su historia, Buenos Aires ha sido el principal punto de entrada de inmigrantes, siendo el mayor receptor desde su fundación. Producto de esto, gozó de un enorme crecimiento demográfico, pasando de 214.692 habitantes en 1869 a 6.739.045 en 1960. Según el censo de 2022, el AMBA posee una suma de 1.159.446 inmigrantes en su territorio, el 59,96% de la totalidad del país. Esto representa el 8,29% de la totalidad de su población. Las principales comunidades son: paraguayos (32,46%), bolivianos (15,75%) y venezolanos (10,68%).

## Población
Gran Buenos AiresTras la definición del area del Gran Buenos Aires en 1948, según el censo de 1960, la misma tenía 6 739 045 habitantes (2 966 634 en la Capital Federal y 3 772 411 en los 18 partidos del conurbano).
Según el censo de 1970, tenía 8 352 611 habitantes (2 972 453 en la Capital Federal y 5 560 158 en los 19 partidos del conurbano). Lo que representa un crecimiento del 23,9% respecto del censo anterior (0,2% en la Capital Federal y 47,4% en los partidos del conurbano).
En 1980, tenía 9 766 030 habitantes (2 922 829 en la Capital Federal y 6 843 201 en los 19 partidos del conurbano). Lo que representa un crecimiento del 16,9% respecto del censo anterior (-1,6% en la Capital Federal y 23,1% en los partidos del conurbano).
En 1991 la población era de 10 934 727 habitantes (2 965 403 en la Ciudad Autónoma y 7 969 324 en el conurbano). Lo que representa un crecimiento del 12,0% respecto del censo anterior (1,4% en la Capital Federal y 16,4% en los partidos del conurbano).
Luego de ampliarse el area del conurbano boanerense a 24 partidos, según el censo de 2001 tenía 11 460 575 habitantes (2 776 138 en la Ciudad Autónoma de Buenos Aires más 8 684 437 en los 24 partidos). Lo que representa un crecimiento del 4,8% respecto del censo anterior (-6,4% en la Ciudad Autónoma y 8,5% en los partidos del conurbano).
Región Gran Buenos AiresEn 2003 el area pasa a denominarse de ese modo, y se amplía su cobertura a 31 partidos, según el censo de 2010 contaba con 13 653 889 habitantes (2 890 151 en la Ciudad Autónoma de Buenos Aires más 10 763 738 en los 31 partidos).  Lo que representa un crecimiento del 19,1% respecto del censo anterior (4,4% en la Ciudad Autónoma y 24,4% en los partidos del conurbano).
Región Metropolitana de Buenos AiresPara el censo de 2022, el INDEC amplía nuevamente el area correspondiente al conurbano bonaerense, abarcando ahora 39 partidos, y cambiando la denominación del area a Región Metropolitana de Buenos Aires. Según los datos definitivos cuenta con 16 366 641 habitantes (3 095 454  en la Ciudad Autónoma de Buenos Aires más 13 271 187 en los 39 partidos bonaerenses). Lo que representa un crecimiento del 19,9% respecto del censo anterior (7,1% en la Ciudad Autónoma y 23,3% en los partidos del conurbano).
Aglomerado Gran Buenos AiresPara 1939 el INDEC menciona a la Gran Buenos Aires refieriendose al aglomerado urbano continuo de la Capital Federal con varias de las localidades de sus alrededores, abarcando la totalidad de siete partidos (Avellaneda, Lomas de Zamora, Morón, San Martín, Vicente López, San Isidro y San Fernando) más otros cuatro partidos en forma parcial (Almirante Brown, Matanza, Quilmes y Tigre). Estimó su población en 3 498 000 habitantes, de los cuales 2 470 000 correspondían a la Capital y 1 028 000 a los 11 partidos circundantes en una superficie de 669 km².
En base a los datos del censo de 1947, con la población urbana de la Capital Federal más la de los mismos 11 partidos y el de Lanús (creado con tierras del de Avellaneda), se puede calcular que la población del aglomerado era de 4 554 640 habitantes, de los cuales 2 981 043 correspondían a la Capital y 1 573 597 a los 12 partidos circundantes.
Para el censo de 1970 el INDEC comienza a publicar datos sobre el Aglomerado Gran Buenos Aires diferenciandolo del Gran Buenos Aires propiamente dicho, arrojando una población de 8 461 955 habitantes (2 972 453 en la Capital Federal más 5 489 502 en el área urbana del conurbano).
En 1980 tenía una población de 9 969 726 habitantes (2 922 829 en la Capital Federal más 7 046 897 en el área urbana del conurbano). Lo que representa un crecimiento del 17,8% respecto del censo anterior (-1,6% en la Capital Federal y 28,3% en el conurbano).
En 1991 la población del aglomerado era de 11 297 987 habitantes (2 965 403 en la Ciudad Autónoma y 8 332 584 en el área urbana del conurbano). Lo que representa un crecimiento del 13,3% respecto del censo anterior (1,4% en la Capital Federal y 18,2% en el conurbano).
En 2001 contaba con 12 046 799 habitantes (2 776 138 en la Ciudad Autónoma y 9 497 410 en el área urbana del conurbano). Lo que representa un crecimiento del 6,6% respecto del censo anterior (-6,4% en la Ciudad Autónoma y 14,0% en el sector del conurbano).
Contaba en 2010 con 13 594 848 habitantes (2 890 151 en la Ciudad Autónoma de Buenos Aires más 10 704 697 en el área urbana del conurbano).  Esto implica que el crecimiento fue del orden del 12,9 % (4,4 % en la Ciudad Autónoma y 12,7 % en el conurbano). 
Según los datos definitivos del censo  2022 cuenta con 16 224 751 habitantes (3 095 454  en la Ciudad Autónoma de Buenos Aires más 13 129 297 en el sector de los partidos bonaerenses). Lo que representa un crecimiento del 19,3% respecto del censo anterior (7,1% en la Ciudad Autónoma y 22,6% en los partidos del conurbano).
Esta magnitud representa en 2022 el 35,5 % del total de la República, algo más que el 34,9 % de 2010, 33,2 % de 2001 y el 34,6 % de 1991.
De esta manera el Aglomerado Gran Buenos Aires y la Región Metropolitana de Buenos Aires se constituyen por su cantidad de habitantes la mayor concentración urbana de la Argentina, la segunda de Sudamérica (detrás de São Paulo), la tercera de Latinoamérica (detrás de Ciudad de México y São Paulo), la quinta de América (detrás de Ciudad de México, São Paulo, Nueva York y Los Ángeles y la vigésima aglomeración del mundo.
El siguiente cuadro muestra la población del área metropolitana según cada uno de los diferentes criterios que la definen y los partidos que cada uno de estos abarca, según los resultados del censo 2022:
|                                  | Ciudad Autónoma de Buenos Aires | --         | 3.095.454  | 3.095.454  | 3.095.454  | 3.095.454  | 3.095.454  | 3.095.454  |
| 1° Cordón                        |                                 |            |            |            |            |            |            |            |
| Avellaneda                       | 366.317                         | 366.317    | 366.317    | 366.317    | 366.317    | 366.317    | 366.317    |            |
| General San Martín               | 444.503                         | 444.503    | 444.503    | 444.503    | 444.503    | 444.503    | 444.503    |            |
| La Matanza (parte este)          | 898.296                         | 898.296    | 898.296    | 898.296    | 898.296    | 898.296    | 898.296    |            |
| Lanús                            | 460.081                         | 460.081    | 460.081    | 460.081    | 460.081    | 460.081    | 460.081    |            |
| Lomas de Zamora                  | 685.644                         | 685.644    | 685.644    | 685.644    | 685.644    | 685.644    | 685.644    |            |
| Morón                            | 329.517                         | 329.517    | 329.517    | 329.517    | 329.517    | 329.517    | 329.517    |            |
| Quilmes                          | 631.774                         | 631.774    | 631.774    | 631.774    | 631.774    | 631.774    | 631.774    |            |
| San Isidro                       | 295.978                         | 295.978    | 295.978    | 295.978    | 295.978    | 295.978    | 295.978    |            |
| Tres de Febrero                  | 362.319                         | 362.319    | 362.319    | 362.319    | 362.319    | 362.319    | 362.319    |            |
| Vicente López                    | 280.541                         | 280.541    | 280.541    | 280.541    | 280.541    | 280.541    | 280.541    |            |
| 2° Cordón                        |                                 |            |            |            |            |            |            |            |
| Almirante Brown                  | 583.209                         | 583.209    | 583.209    | 583.209    | 583.209    | 583.209    | 583.209    |            |
| Berazategui                      | 358.328                         | 358.328    | 358.328    | 358.328    | 358.328    | 358.328    | 358.328    |            |
| Esteban Echeverría               | 337.880                         | 337.880    | 337.880    | 337.880    | 337.880    | 337.880    | 337.880    |            |
| Ezeiza                           | 198.620                         | 198.620    | 198.620    | 198.620    | 198.620    | 198.620    | 198.620    |            |
| Florencio Varela                 | 488.103                         | 488.103    | 488.103    | 488.103    | 488.103    | 488.103    | 488.103    |            |
| Hurlingham                       | 185.361                         | 185.361    | 185.361    | 185.361    | 185.361    | 185.361    | 185.361    |            |
| Ituzaingó                        | 177.983                         | 177.983    | 177.983    | 177.983    | 177.983    | 177.983    | 177.983    |            |
| José C. Paz                      | 326.527                         | 326.527    | 326.527    | 326.527    | 326.527    | 326.527    | 326.527    |            |
| La Matanza (parte oeste)         | 938.872                         | 938.872    | 938.872    | 938.872    | 938.872    | 938.872    | 938.872    |            |
| Malvinas Argentinas              | 349.401                         | 349.401    | 349.401    | 349.401    | 349.401    | 349.401    | 349.401    |            |
| Merlo                            | 581.484                         | 581.484    | 581.484    | 581.484    | 581.484    | 581.484    | 581.484    |            |
| Moreno                           | 575.758                         | 575.758    | 575.758    | 575.758    | 575.758    | 575.758    | 575.758    |            |
| San Fernando (parte continental) | 168.882                         | 168.882    | 168.882    | 168.882    | 168.882    | 168.882    | 168.882    |            |
| San Miguel                       | 327.650                         | 327.650    | 327.650    | 327.650    | 327.650    | 327.650    | 327.650    |            |
| Tigre(parte continental)         | 439.067                         | 439.067    | 439.067    | 439.067    | 439.067    | 439.067    | 439.067    |            |
| 3° Cordón                        |                                 |            |            |            |            |            |            |            |
| Berisso                          | 100.685                         | --         | 99.943     | --         | 100.685    | 100.685    | 100.685    |            |
| Brandsen                         | --                              | --         | 2.425      | --         | --         | 32.250     | 32.250     |            |
| Campana                          | --                              | --         | 104.235    | --         | --         | 107.976    | 107.976    |            |
| Cañuelas                         | --                              | --         | 22.727     | --         | --         | 70.542     | 70.542     |            |
| Ensenada                         | 63.978                          | --         | 63.978     | --         | 63.978     | 63.978     | 63.978     |            |
| Escobar                          | 256.071                         | --         | 254.682    | 254.682    | 256.071    | 256.071    | 256.071    |            |
| Exaltación de la Cruz            | --                              | --         | 25.899     | --         | --         | 40.036     | 40.036     |            |
| General Las Heras                | --                              | --         | --         | --         | 17.980     | --         | 17.980     |            |
| General Rodríguez                | 142.315                         | --         | 141.090    | 141.090    | 142.315    | 142.315    | 142.315    |            |
| La Plata                         | 756.074                         | --         | 755.233    | 5.540      | 756.074    | 756.074    | 756.074    |            |
| Luján                            | --                              | --         | 101.251    | --         | 110.111    | 110.111    | 110.111    |            |
| Marcos Paz                       | 64.761                          | --         | 63.253     | 63.253     | 64.761     | 64.761     | 64.761     |            |
| Pilar                            | 393.614                         | --         | 393.614    | 393.614    | 393.614    | 393.614    | 393.614    |            |
| Presidente Perón                 | 101.994                         | --         | 101.994    | 101.994    | 101.994    | 101.994    | 101.994    |            |
| San Fernando (parte insular)     | 2.217                           | 2.217      | --         | --         | 2.217      | 2.217      | 2.217      |            |
| San Vicente                      | 97.929                          | --         | 96.987     | 96.987     | 97.929     | 97.929     | 97.929     |            |
| Tigre (parte insular)            | 7.224                           | 7.224      | --         | --         | 7.224      | 7.224      | 7.224      |            |
| Zárate                           | --                              | --         | 114.905    | --         | --         | 131.415    | 131.415    |            |
| Total                            | Total                           | 12.779.057 | 13.896.890 | 16.224.751 | 14.944.809 | 16.002.602 | 16.366.641 | 16.384.621 |

## Composición étnica
| Población indígena Población afrodescendiente |

No existen datos censales oficiales ni estudios estadísticamente significativos sobre la cantidad o porcentaje preciso de todas las etnias en el Área Metropolitana de Buenos Aires, ni en Argentina. El gobierno argentino reconoce las diferentes comunidades, pero el Instituto Nacional de Estadística y Censos (INDEC) no realiza censos étnicos/raciales, ni incluye preguntas exhaustivas sobre etnicidad. El censo de 2022 sí incluyó preguntas sobre pueblos indígenas y sobre afrodescendientes, los cuales suponían el 2,24% (310.818) y 0,92% (128.235) de la población, respectivamente, en el Área Metropolitana de Buenos Aires.
Debido a que el principal punto de entrada de los inmigrantes europeos era el Puerto de Buenos Aires (en el contexto de la masiva inmigración europea), estos se asentaron principalmente en la región centro-oriental conocida como las Pampas (las provincias de Buenos Aires, Santa Fe, Córdoba, Entre Ríos y La Pampa). Por esta razón, Buenos Aires ha tenido una población predominantemente euro descendiente. Según los resultados censales, la población nacida en Europa se ubicaba en un 49,82% en 1887, 47,78% en 1895, 49,36% en 1914 y 24,93% en 1947. Durante las últimas décadas, debido a la migración interna desde las provincias del norte y, especialmente, a la inmigración de Bolivia, Perú y Paraguay (que tienen mayorías amerindias y mestizas), el porcentaje de argentinos euro descendientes en ciertas zonas del Gran Buenos Aires también ha disminuido significativamente.
| Área           | Europeo | Amerindio | Subsahariano |
| -------------- | ------- | --------- | ------------ |
| CABA           | 90 %    | 5 %       | 5 %          |
| Primer cordón  | 86.5 %  | 11 %      | 2.5 %        |
| Segundo cordón | 63.2 %  | 33 %      | 4.8 %        |
| Total          | 81 %    | 15 %      | 4 %          |

Según la Encuesta de la Deuda Social Argentina (EDSA) del año 2017, donde se entrevistó a 1.758 personas en el Gran Buenos Aires, el 61,5% se auto identificó como "blanco", el 37,2% como "mestizo/morocho", el 0,9% como "rasgos
indígenas", el 0,2% como "negro o mulato", el 0,1% como "oriental" y 0,1% como "otro". En CABA se entrevistaron a 444 personas (con un 75,2% blanco y un 23,2% "mestizo/morocho") y en el Conurbano a 1.314 (con un 57,3% blanco y un 41,4% "mestizo/morocho").

### Antecedentes históricos
No se elaboraron estadísticas étnicas hasta la creación del Virreinato del Río de la Plata en 1776, cuando se realizó el primer censo con clasificación en castas. El censo de 1778 ordenado por el virrey Juan José de Vértiz en Buenos Aires reveló que, de una población total de 37.130 habitantes, los españoles y criollos (categorizados como "blancos") sumaban 25.451, o el 68,59% del total, frente a un 24,03% negro, 5,62% indígena y 1,76% mestizo.
El Ministro de Gobierno de la Provincia de Buenos Aires, Bernardino Rivadavia, Nombró a Ventura Arzac para realizar un nuevo Censo en la ciudad, y arrojó estos resultados: la ciudad tenía 55.416 habitantes, de los cuales 40.000 eran de origen europeo (alrededor del 72,2%); de este total de blancos, un 90% eran criollos, un 5% eran españoles y el otro 5% eran de otras naciones europeas. A lo largo de las siguientes décadas se desarrollaron diferentes censos, arrojando datos similares. El último censo racial fue en 1838, donde el 73% (45.961) fue categorizado como blanco, el 23,7% (14.928) como "pardos y morenos", y del restante 3,3% (2.068) no hay datos, al haber sido categorizados como "tropas" y su familia.
El censo municipal de la Ciudad de Buenos Aires, llevado a cabo en 1887, clasificó a la población entre "blancos" y "de color". De una población total de 429.558 personas, 421.553 (98,2%) fueron clasificadas como blancas, y  8.005 (1,8%) como "otros colores". De los blancos, 197.511 (46,85%) eran argentinos y 224.042 (53,15%) extranjeros.
| Año                     | Buenos Aires | Buenos Aires | Buenos Aires | Buenos Aires | Buenos Aires | Buenos Aires |
| Año                     | Blancos      | Blancos      | De color     | De color     | N/D          | N/D          |
| Año                     | #            | %            | #            | %            | #            | %            |
| ----------------------- | ------------ | ------------ | ------------ | ------------ | ------------ | ------------ |
| Censo de 1744           | 14.518       | 82,4%        | 3.091        | 17,6%        | –            | –            |
| Censo de Vértiz de 1778 | 25.451       | 68,6%        | 11.652       | 31,4%        | –            | –            |
|                         |              |              |              |              |              |              |
| Censo de 1806-7         | 15.078       | 59,3%        | 6.997        | 27,6%        | 3.329        | 13,1%        |
| Censo de 1810           | 28.116       | 69,6%        | 12.029       | 29,8%        | 253          | 0,6%         |
| Padrón de 1822          | 34.882       | 72,2%        | 13.437       | 27,8%        | –            | –            |
| Padrón de 1827          | 43.223       | 73,8%        | 15.341       | 26,2%        | –            | –            |
| Censo de 1836           | 46.464       | 73,7%        | 14.906       | 23,6%        | 1.665        | 2,7%         |
| Censo de 1838           | 45.961       | 73,0%        | 14.928       | 23,7%        | 2.068        | 3,3%         |
|                         |              |              |              |              |              |              |
| Censo municipal de 1887 | 421.553      | 98,2%        | 8.005        | 1,8%         | –            | –            |

Notas
1. ↑  Si bien se centra en la población de la Ciudad, también se incluyen sectores de la campaña.
2. ↑  Incluye a indígenas, mestizos, negros y pardos.

## Religión
Según la encuesta realizada por el CONICET en el Área Metropolitana de Buenos Aires, en 2019 el 71,8% eran cristianos, de los cuales el 56,4% de los encuestados afirmaron profesar la religión católica, esto representa una caída del 12,7% con respecto a la encuesta realizada en 2008, donde el número ascendía al 69,1%. Por otro lado, el 15% profesaba una religión evangelista y el 0,4% eran Testigos de Jehová o Mormones. Frente a la caída porcentual de las religiones cristianas, se produce un aumento de la irreligión, pasando del 18% en 2008 al 26,2% en 2019. El 1,8% afirmó profesar otra religión, y el restante 0,2% no sabe.
| Religión           | Porcentaje  | Porcentaje | Porcentaje |
| Religión           | +/-         | 2019       | 2008       |
| ------------------ | ----------- | ---------- | ---------- |
| Total              | Sin cambios | 100%       | 100%       |
| Cristianismo:      | 7,8%        | 71,8%      | 79,6%      |
| Catolicismo        | 12,7%       | 56,4%      | 69,1%      |
| Evangelicalismo    | 5,9%        | 15,0%      | 9,1%       |
| Testigos de Jehová | 1,0%        | 0,4%       | 1,4%       |
| Mormonismo         | 1,0%        | 0,4%       | 1,4%       |
| Irreligión:        | 8,2%        | 26,2%      | 18,0%      |
| Otras Religiones:  | 0,6%        | 1,8%       | 2,4%       |
| No sabe:           | -           | 0,2%       | -          |

## Inmigración
| 2022 2010 |

Desde su fundación, Buenos Aires (capital del Virreinato del Río de la Plata) recibió  el asentamiento de los colonos españoles pero, particularmente la ciudad, vivió un exponencial progreso entre 1770 y 1800, recibiendo una fuerte inmigración, fundamentalmente de españoles, y en menor medida de franceses e italianos. A partir de la Batalla de Caseros, la ciudad se abrió hacia la inmigración. Miles de europeos, especialmente de Italia y España, le cambiaron la fisonomía a la ciudad y a su idiosincrasia. Se realizaron construcciones de todo tipo, incluyendo el primer ferrocarril de la Argentina, que unía la ciudad con el pueblo de Flores, que en aquel entonces estaba en la provincia. Los palacios y casas fueron construidos u ornamentados al estilo italiano, reemplazando al "estilo colonial".
Desde 1856 a 1914, a raíz de la llegada de las grandes corrientes inmigratorias, la ciudad creció con una de las tasas anuales más grandes del mundo y en 1914 era la duodécima ciudad más grande del mundo con 1.575.000 habitantes, así como creció cultural y comercialmente. Esto se dio al haber sido el principal receptor de inmigrantes, debido a que, en su mayoría, estos inmigrantes ingresaban a través del Puerto de Buenos Aires. Según los resultados censales, la población nacida en Europa se ubicaba en un 49,82% en 1887, 47,78% en 1895, 49,36 en 1914 y 24,93% en 1947.
A medida que la inmigración europea declinó en las décadas de 1930 y 1940, la ciudad comenzó a recibir un mayor número de migrantes del interior del país. A partir de la década de 1970 predominaron los flujos migratorios provenientes de países limítrofes y sudamericanos, principalmente de Bolivia, Perú y Paraguay, los cuales habían existido desde hacía siglos, pero que se dispararon en las décadas de 1990 y 2000. Junto a estos tres países se suman los de inmigrantes de Chile, Uruguay, Colombia, Cuba y República Dominicana. Desde Asia comenzaron a llegar inmigrantes provenientes de Corea del Sur en los años 60, Taiwán en los años 80, y de China continental en los años 90, este último grupo desarrolló un rápido crecimiento, llegado en 2013 a ser el cuarto grupo inmigratorio más grande, únicamente debajo de paraguayos, bolivianos y peruanos. A partir de la década de 2010, debido a la crisis en su país de origen, se sumó un importante flujo de inmigrantes provenientes de Venezuela, convirtiéndose en la tercera mayor comunidad según el censo de 2022.

### Censo de 2022
Según el censo de 2022, el AMBA posee una suma de 1.159.446 inmigrantes en su territorio, el 59,96% de la totalidad del país. Esto representa el 8,29% de la totalidad de población. Más del 82% de los inmigrantes tienen un origen americano, siendo las principales comunidades los: paraguayos (32,46%), bolivianos (15,75%), venezolanos (10,68%), peruanos (9,16%) y uruguayos (5,63%).
| Paraguayos Bolivianos Venezolanos Peruanos |

| País             | Población | % sobre total de inmigrantes | % sobre total de inmigrantes |
| ---------------- | --------- | ---------------------------- | ---------------------------- |
| América          | 953.006   | 82,19                        | 82.19                        |
| Paraguay         | 376.321   | 32,46                        | 32.46                        |
| Bolivia          | 182.575   | 15,75                        | 15.75                        |
| Venezuela        | 123.795   | 10,68                        | 10.68                        |
| Perú             | 106.188   | 9,16                         | 9.16                         |
| Uruguay          | 65.307    | 5,63                         | 5.63                         |
| Chile            | 25.679    | 2,21                         | 2.21                         |
| Colombia         | 25.673    | 2,21                         | 2.21                         |
| Brasil           | 22.256    | 1,92                         | 1.92                         |
| Resto de América | 25.212    | 2,17                         | 2.17                         |
| Europa           | 94.574    | 8,16                         | 8.16                         |
| Italia           | 47.332    | 4,08                         | 4.08                         |
| España           | 29.676    | 2,56                         | 2.56                         |
| Resto de Europa  | 17.566    | 1,52                         | 1.52                         |
| Asia             | 25.859    | 2,23                         | 2.23                         |
| África           | 2.008     | 0,17                         | 0.17                         |
| Oceanía          | 335       | 0,03                         | 0.03                         |
| Ignorado         | 83.664    | 7,22                         | 7.22                         |
| Total            | 1.159.446 | 100                          | 100                          |

## Ingresos y vivienda

Estratificacion social del Área Metropolitana de Buenos Aires, a partir del censo de 2010.

Según las estimaciones del Informe Personas Trabajadoras 1Q, realizado por la empresa Bumeran en 2024, el ingreso promedio de un hombre en el Área Metropolitana de Buenos Aires fue de $738.058 pesos por mes, y el ingreso promedio de una mujer fue de $682.398. Según el estudio del INDEC, realizado en el primer semestre de 2020, el coeficiente de Gini en la región era de 0,464, el cual era similar al promedio urbano nacional (0,451). El promedio de los partidos bonaerenses era de 0,439 y el de CABA de 0,425.
De acuerdo a los resultados del Censo de 2022, la población indigente era de 3.421 personas en el Área Metropolitana, de los cuales 2.647 eran hombres y 774 mujeres. En la Ciudad sumaban 2.403 (1.876 hombres y 527 mujeres) y en el Conurbano 1.018 (771 hombres y 247 mujeres). El relevamiento se realizó de forma presencial a las personas que vivían en la vía pública durante la noche del lunes anterior al Día del Censo, es decir la noche del 16 de mayo de 2022. Según el estudio del INDEC del segundo semestre de 2023, sobre los 31 aglomerados urbanos del país, el 41% de la población del Gran Buenos Aires se encontraba por debajo de la línea de pobreza, y el 12,5 se encontraba en la indigencia.

Hogares con servicio doméstico sin retiro, según el censo de 2010.

Como fenómeno contrario a las villas o barrios de emergencia, se formaron los countries o barrios cerrados, siendo urbanizaciones que apuntan a la clase alta. Según el estudio de CIPPEC ¿Cómo crecen las ciudades argentinas?, entre los años 2006 y 2016 se agregaron en la región alrededor de 18.200 hectáreas de suelo urbano residencial, de las cuales más de la mitad fue para urbanizaciones cerradas. Del resto, el 30% fue para villas y el 15% para la ciudad abierta.

### Barrios de emergencia
En el Registro Nacional de Barrios Populares (ReNaBaP) desarrollado por el Ministerio de Capital Humano, la categoría de barrio popular está conformada por las villas y los asentamientos. Según la información del ReNaBaP actualizada a diciembre del 2023, en el Área Metropolitana de Buenos Aires había un total de 1244 barrios populares que abarcan una superficie total de 139,37 kilómetros cuadrados, donde viven aproximadamente 495.046 familias. En la Ciudad Autónoma de Buenos Aires existen 49 barrios y en el Conurbano 1.196. En CABA la gran mayoría se encuentran en la Comuna 8 (Villa Soldati, Villa Lugano y Villa Riachuelo) y la Comuna 4 (Barracas, La Boca, Nueva Pompeya y Parque Patricios), con 18 y 17 barrios, respectivamente.
| #     | Partido             | Cantidad | Area (km²) | Familias |
| ----- | ------------------- | -------- | ---------- | -------- |
| 1     | La Matanza          | 163      | 29,42      | 65.132   |
| 2     | Moreno              | 127      | 17,36      | 34.859   |
| 3     | Merlo               | 90       | 17,27      | 28.019   |
| 4     | Florencio Varela    | 76       | 8,38       | 21.281   |
| 5     | Almirante Brown     | 74       | 8,78       | 21.700   |
| 6     | Quilmes             | 72       | 8,21       | 37.165   |
| 7     | Lomas de Zamora     | 67       | 10,93      | 51.485   |
| 8     | Tigre               | 67       | 3,81       | 13.088   |
| 9     | José C. Paz         | 53       | 5,60       | 15.999   |
| 10    | Malvinas Argentinas | 53       | 1,80       | 7.757    |
| 11    | Esteban Echeverría  | 50       | 7,30       | 22.096   |
| 12    | Avellaneda          | 46       | 2,07       | 11.890   |
| 13    | General San Martín  | 45       | 2,99       | 24.309   |
| 14    | Hurlingham          | 33       | 0,41       | 2.526    |
| 15    | Lanús               | 26       | 2,4        | 17.181   |
| 16    | San Miguel          | 24       | 3,07       | 11.334   |
| 17    | San Fernando        | 21       | 0,5        | 3.275    |
| 18    | Ituzaingó           | 20       | 0,42       | 2.243    |
| 19    | Tres de Febrero     | 20       | 0,20       | 2.269    |
| 20    | San Isidro          | 17       | 0,61       | 6.191    |
| 21    | Ezeiza              | 16       | 3,60       | 9.547    |
| 22    | Vicente López       | 15       | 0,14       | 2.583    |
| 23    | Berazategui         | 11       | 0,84       | 1.723    |
| 24    | Morón               | 10       | 0,09       | 886      |
| Total | Total               | 1.196    | 136,2      | 414.538  |

## Educación
| 2022 2010 |

El AMBA es el principal centro educativo del país, al darse la mayor concentración de universidades, colegios, escuelas de oficios e institutos educativos. Según el Padrón Oficial de Establecimientos Educativos de 2021, en el AMBA se concentran 3.386 escuelas primarias, 3.019 escuelas secundarias y 1.091 establecimientos de nivel superior, de los cuales 566 son universitarios.
Según el censo de 2010, la población analfabeta ascendía a 129.628, o el 1,19% de la población. La Ciudad de Buenos Aires cuenta con el menor índice de analfabetismo de la República Argentina, siendo de 0,5 % entre los mayores de 10 años. Según una encuesta realizada por la Dirección General de Estadística y Censos en 2006, la tasa de escolarización por nivel es de 96,5 % para el nivel inicial (5 años) es de 98,6 % para el nivel primario (6 a 12 años) y de 87,0 % para el nivel medio (13 a 17 años). Además, la cantidad de alumnos matriculados se mantiene en aumento, alcanzando los 656 571 alumnos en 2318 establecimientos durante el 2006.
| Nivel      | Sector  | Sector  | Ámbito | Ámbito | Universitario | Universitario | Confesional | Confesional | Total |
| Nivel      | Estatal | Privado | Urbano | Rural  | Si            | No            | Si          | No          | Total |
| ---------- | ------- | ------- | ------ | ------ | ------------- | ------------- | ----------- | ----------- | ----- |
| Primario   | 1.903   | 1.483   | 3.365  | 21     | -             | -             | 594         | 2.792       | 3.386 |
| Secundario | 1.640   | 1.379   | 3.007  | 12     | -             | -             | 415         | 2.604       | 3.019 |
| Superior   | 438     | 653     | -      | -      | 566           | 525           | 115         | 976         | 1.091 |
| Total      | 3.981   | 3.515   | 6.372  | 33     | 566           | 525           | 1.124       | 6.372       | 7.496 |